# Semicytherura favorum
Semicytherura favorum is een mosselkreeftjessoort uit de familie van de Cytheruridae. De wetenschappelijke naam van de soort is voor het eerst geldig gepubliceerd in 1978 door Bonaduce, Masoli & Pugliese.